# Инема (Карелия)
И́нема (карел. Ienimü) — деревня в Олонецком районе Республики Карелия. Входит в состав Мегрегского сельского поселения.

## География
Деревня находится на берегу реки Инема.

## История
В результате сокращения населения в 1957 году деревни Комшала, Мартыново, Мекентьево, Пичкила, Тервойла и Чепжойла были объединены в единый населённый пункт под общим названием Инема.

## Население
| 2002 | 2009 | 2010 | 2013 |
| ---- | ---- | ---- | ---- |
| 1    | →1   | →1   | →1   |